# Graffenrieda versicolor
Graffenrieda versicolor är en tvåhjärtbladig växtart som beskrevs av Henry Allan Gleason. Graffenrieda versicolor ingår i släktet Graffenrieda och familjen Melastomataceae. Inga underarter finns listade i Catalogue of Life.